# Филиппов, Фёдор Яковлевич
Фёдор Яковлевич Филиппов (1811—1875) — российский врач; штаб-лекарь, действительный статский советник, автор ряда трудов по медицине.

## Биография
Фёдор Филиппов родился в 1811 году в Курской губернии. В 1836 году окончил курс в Императорской Санкт-Петербургской медико-хирургической академии со степенью лекаря.
По окончании ИМХА Фёдор Яковлевич Филиппов был назначен сперва сверхштатным ординатором в Санкт-Петербургскую детскую больницу Святой Марии Магдалины, затем полтавским уездным врачом и, наконец, ординатором кременчугских богоугодных заведений.
В 1844 году Филиппов был утвержден Императорским Харьковским университетом в звании штаб-лекаря и, спустя год, занял должность старшего врача больницы Приказа общественного призрения в городе Кременчуге, где пробыл два года, а затем перешел на ту же должность в Нижний Новгород.
С 24 апреля 1851 года Филиппов, исправляя должность инспектора курской врачебной управы, где безупречной службою обратил на себя внимание начальства; доверие к нему последнего выразилось между прочим неоднократным назначением его для ревизии в Воронежской губернии учреждений, подведомственных Приказу общественного призрения; по воле Августейшего генерал-адмирала он производил также ревизию Николаевского морского госпиталя.
С переводом Филиппова, в апреле 1864 года, на должность инспектора врачебной управы в Новгород, значительно развилась его научно-литературная деятельность, ограничивавшаяся ранее мелкими статьями, помещавшимися с 1845 году в Петербургской медицинской газете «Medicinische Zeitung Russlands». В Новгородской губернии Филиппов занимался изучением старорусских минеральных вод, исследованием влияния фосфора на спичечных фабриках на здоровье рабочих, изысканием способов к прекращению сибирской язвы и исследованием слабых сторон судоходства по Мариинской и Тихвинской водяным системам в санитарном отношении, причем им составлено подробное медико-топографическое описание распространения эпидемических болезней в Новгородской губернии. Результатом перечисленных исследований были три весьма обстоятельные статьи, печатавшиеся в «Архиве судебной медицины», в период с 1865 по 1876 год.
В 1871 году Филиппов был назначен в Вильну инспектором врачебного отделения и в этой должности оставался до своей кончины. Кроме того, он числился совещательным членом медицинского совета Министерства внутренних дел Российской империи.
Фёдор Яковлевич Филиппов скончался 14 февраля 1875 года в Ментоне.

## Избранная библиография
- «Очерк Старорусских минеральных вод».
- «О сибирской язве в Новгородской губернии».
- «Фабрикация серно-фосфорных зажигательных спичек в Новгородской губернии»[4].